# Croidh-la
Croidh-la är ett berg i Storbritannien.   Det ligger i kommunen Highland och riksdelen Skottland, i den norra delen av landet, 700 km norr om huvudstaden London. Toppen på Croidh-la är 638 meter över havet, eller 90 meter över den omgivande terrängen. Bredden vid basen är 1,5 km.
Terrängen runt Croidh-la är huvudsakligen kuperad.Runt Croidh-la är det mycket glesbefolkat, med 2 invånare per kvadratkilometer. Närmaste större samhälle är Kingussie, 5,9 km norr om Croidh-la. Omgivningarna runt Croidh-la är i huvudsak ett öppet busklandskap.